# Азербејџан на Европском првенству у атлетици на отвореном 2014.
Азербејџан је учествовао на 22. Европском првенству у атлетици на отвореном 2014. одржаном у Цириху од 12. до 17. августа. Ово је четврто европско првенство у атлетици на отвореном на којем је Азербејџан учествовао. Репрезентацију Азербејџана представљало је двоје спортиста који су се такмичили у 2 дисциплине.
На овом првенству представници Азербејџана су освојили једну медаљу и то сребрну. У укупном пласману Азербејџан је делио 21. место. У табели успешности према броју и пласману такмичара који су учествовали у финалним такмичењима (првих 8 такмичара) Азербејџан је са 1 учесником у финалу заузео 30. место са 7 бодова.
| Плас. | Земља      | 1. место | 2. место | 3. место | 4. место | 5. место | 6. место | 7. место | 8. место | Бр. финал. | Бод. |
| ----- | ---------- | -------- | -------- | -------- | -------- | -------- | -------- | -------- | -------- | ---------- | ---- |
| 30.   | Азербејџан | 0        | 1        | 0        | 0        | 0        | 0        | 0        | 0        | 1          | 7    |

## Освајачи медаља

### Сребро
- Хајле Ибрахимов — 5.000 м

## Учесници
Мушкарци:
- Хајле Ибрахимов — 5.000 м
- Дмитриј Маршин — Бацање кладива

## Резултати

### Мушкарци
| Атлетичар       | Дисциплина     | Лични рекорд | Квалификације | Квалификације | Полуфинале | Полуфинале | Финале               | Финале       | Детаљи         |
| Атлетичар       | Дисциплина     | Лични рекорд | Резултат      | Место         | Резултат   | Место      | Резултат             | Место        | Детаљи         |
| --------------- | -------------- | ------------ | ------------- | ------------- | ---------- | ---------- | -------------------- | ------------ | -------------- |
| Хајле Ибрахимов | 5.000 м        | 13:11,34 НР  |               |               |            |            | 14:08,32             |              | [ мртва веза ] |
| Дмитриј Маршин  | Бацање кладива | 79,56 НР     | 71,42         | 12 у гр. А    |            |            | Није се квалификовао | 19 / 21 (22) | [ мртва веза ] |